# Чашевидный курган
Чашевидный курган — тип круглого кургана, впервые описанный историком Джоном Тёрнемом (en:John Thurnam). Был распространён в период неолита и бронзового века на Британских островах. Обычно это почти полукруглый (при виде сбоку) курган, включающий одно или несколько погребений (путём трупоположения или трупосожжения). Если подобный курган сложен полностью из камня, то вместо слова «курган» употребляется термин каирн. Курган может представлять собой массу земли или камня, но может иметь и более сложную конструкцию — состоять из концентрических кругов свай, низких каменных стен или вертикальных каменных плит. В дополнение, курган может быть окружён рядом камней или деревянных свай.

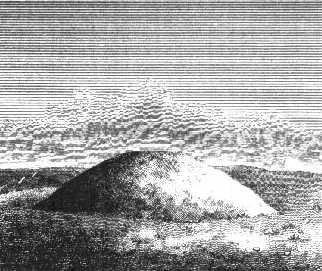
Чашевидный курган на гравюре 1812 года
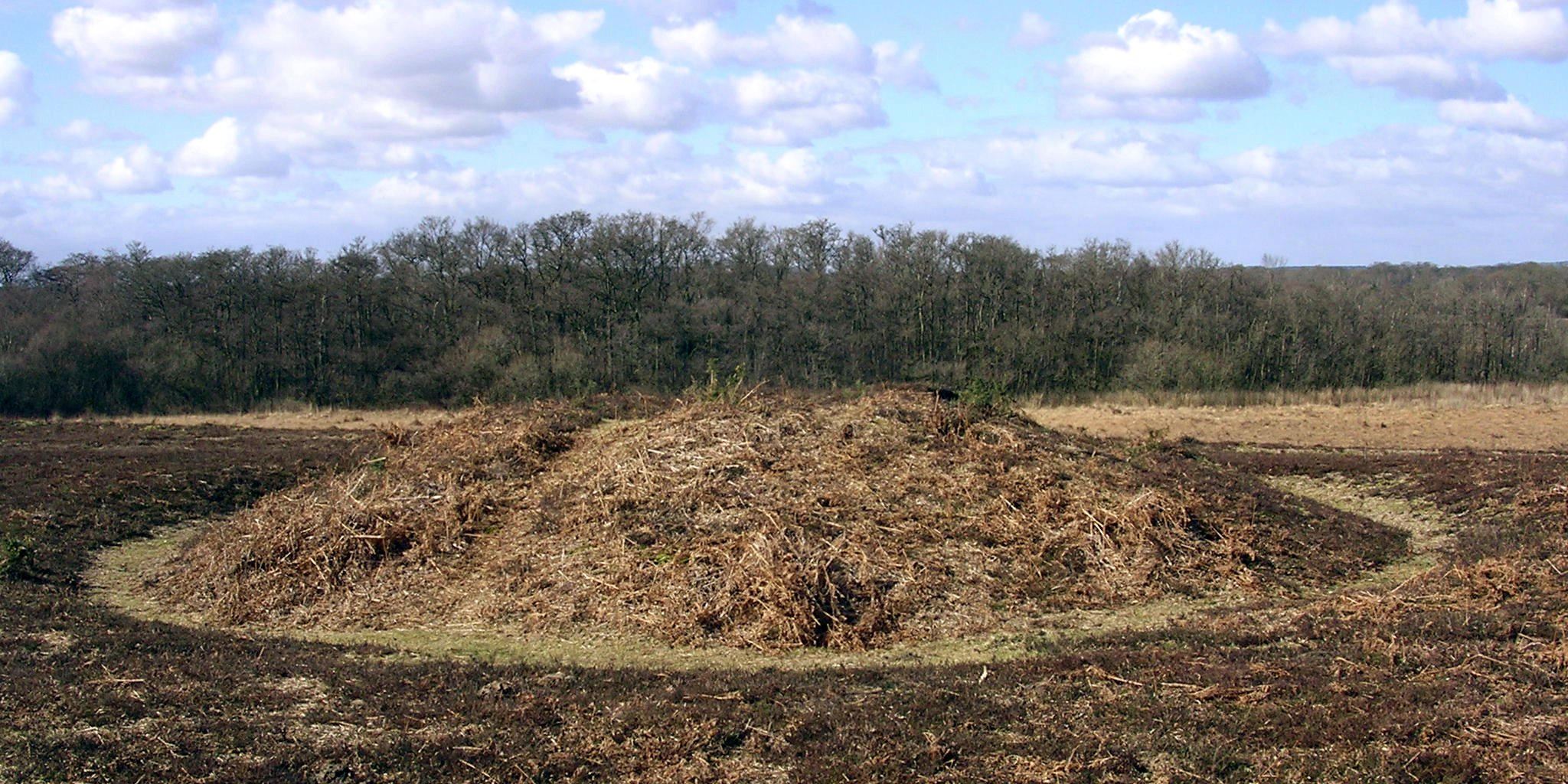
Чашевидный курган диаметром 15 метров в Нью-Форесте
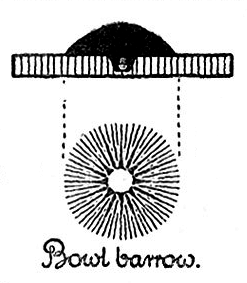
Строение чашевидного кургана